# Coracina atriceps
A Coracina atriceps a madarak osztályának verébalakúak (Passeriformes) rendjébe és a tüskésfarúfélék (Campephagidae) családjába tartozó faj.

## Rendszerezése
A fajt Salomon Müller német zoológus és ornitológus írta le 1843-ban, a Ceblepyris nembe Ceblepyris atriceps néven.

## Alfajai
- Coracina atriceps atriceps (S. Muller, 1843) - Seram
- Coracina atriceps magnirostris (Bonaparte, 1850) - a Maluku-szigetek északi szigetei [2]

## Előfordulása
Az Indonéziához tartozó Maluku-szigetek területén honos. Természetes élőhelyei a szubtrópusi vagy trópusi síkvidéki erdők és szavannák, valamint szántóföldek. Állandó, nem vonuló faj.

## Megjelenése
Testhossza 35 centiméter.

## Természetvédelmi helyzete
Az elterjedési területe nagy, egyedszáma pedig stabil. A Természetvédelmi Világszövetség Vörös listáján nem fenyegetett fajként szerepel.